# رایتسکه تپلیتسه
رایتسکه تپلیتسه (به لاتین: Rajecké Teplice) یک سکونتگاه مسکونی در اسلواکی با جمعیت ۲٬۷۲۸ نفر است که در Žilina District واقع شده‌است.